# Ptolemeu (fiul lui Mennaeus)
Ptolemeu sau Ptolemaeus (în greacă Πτολεμαῖος), fiul lui Mennaeus (Mennæus), a fost un tetrarh al Itureei și Chalcisului din 85 î.Hr. până în 40 î.Hr., an în care a murit. El a încercat să își extindă regatul prin expediții războinice (Strabon, xvi. 2, § 10), a stăpânit Libanul, a amenințat Damascul, a subjugat mai multe provincii de pe coasta feniciană și a ocupat pentru o perioadă orașul Paneas (Iosephus, Ant.  xv. 10, §§ 1-3). În fapt, întreaga Galilee se aflase anterior în posesia iturenilor și fusese cucerită de la ei în 103 î.Hr. de către Aristobul I. (ibid.  xiii. 11, § 3).
Evreii s-au considerat oprimați de Ptolemeu și, prin urmare, Aristobul al II-lea, încă prinț la acel moment, a întreprins la cererea mamei sale, Alexandra, o expediție către Damasc pentru a proteja orașul împotriva lui Ptolemeu (ibid.  16, § 3; idem, B. J. i. 5, § 3). Pompei a distrus fortărețele lui Ptolemeu din Liban și a ocupat, fără îndoială, orașele elenistice așa cum a făcut și în Iudeea. Când Aristobul al II-lea a fost ucis de armatele lui Pompei în Iudeea (49 î.Hr.), fiii și fiicele sale au găsit protecție la Ptolemeu (Ant.  xiv. 7, § 4; B. J. i. 9, § 2). Conducătorii naționali evrei au avut parte în acel moment de sprijinul iturenilor din Chalcis și, probabil, următoarea declarație a făcut referire la acel fapt: „În ziua de 17 Adar pericolul amenința restul Soferimului în orașul Chalcis și a existat o mântuire pentru Israel” (Meg. Ta'an.  xii.).
Antigon, fiul lui Aristobul al II-lea, a fost, de asemenea, susținut de Ptolemeu în încercarea sa de a deveni rege al Iudeei (Ant.  xiv. 12, § 1). Iosephus spune că regele hasmoneu Antigon era o „rudă” a lui Ptolemeu. Conducătorul iturean se căsătorise cu sora lui Antigon, Alexandra, care fusese căsătorită anterior cu Philippion, fiul lui Ptolemeu. Cu toate acestea, Ptolemeu și-a ucis fiul pentru a-i lua soția. Ptolemeu a murit atunci când parții au invadat Iudeea (Jewish Wars. xiv. 13, § 3; B. J. i. 13, § 1). I-a succedat la tron fiul său, Lysanias.